# ГЕС Cusset-Jonage
ГЕС Cusset-Jonage (фр. Centrale hydroélectrique de Cusset) — гідроелектростанція на південному сході Франції. Входить до складу каскаду на річці Рона, знаходячись між ГЕС Porcieu-Amblagnieu (вище по течії) та П'єрр-Беніт.
Першу гідроелектростанцію, що використовувала схему ГЕС Cusset-Jonage, спорудили на північно-східній околиці Ліону у 1894—1899 роках. Її розмістили на каналі Jonage, що відходить від Рони перед Ліоном та тягнеться по її лівобережжю 18,9 км до зворотного приєднання до річки. У 1930-х розпочали масштабну модернізацію станції. Станом на 1937 рік завершили греблю Jons, що перекрила природне русло безпосередньо перед початком каналу Jonage, сприяючи відведенню до нього води. Ця споруда складається з п'яти водопропускних шлюзів, має висоту 17 метрів та довжину 109 метрів і, разом із перекриваючою тільки що згаданий канал греблею Jonage (Meyzieu) утримує витягнуте по долині річки водосховище об'ємом 55 млн м3.
Нижче від греблі Jonage оточуючі канал дамби розходяться, створюючи верхній балансуючий резервуар Grand Large. Після нього розташований машинний зал руслового типу, суміщений з гравітаційною греблею Cusset із бетонних та кам'яних елементів, яка має висоту 17 метрів, довжину 195 метрів та утримує 10,9 млн м3 води.
Для підтримки судноплавства у кожній із гребель Jonage (Meyzieu) та Cusset облаштовано шлюзові камери розмірами 87,5 × 16 метрів.
Розпочата у 1930-х модернізація затягнулась до 1952 року. Після неї основне обладнання ГЕС складається з 15 турбін типу Каплан загальною потужністю 63 МВт, які при напорі у 12 метрів забезпечують виробництво 415 млн кВт·год електроенергії на рік.
Можливо відзначити, що після націоналізації у 1946 році станція Cusset-Jonage стала єдиною у ронському каскаді Франції, що належить не компанії CNR, а Electricite de France (EDF).